# Евбуко багатобарвний
Евбуко багатобарвний (Eubucco versicolor) — вид дятлоподібних птахів родини бородаткових (Capitonidae).

## Поширення
Вид поширений в Південній Америці. Трапляється у регіоні Юнга на східних схилах Анд в Перу та Болівії.

## Спосіб життя
Евбуко перуанський живиться плодами, квітами і комахами. Шукає комах між листям і в ліанах. Репродуктивна біологія виду недостатньо вивчена.